# Kutawaringin (Selajambe)
Kutawaringin is een bestuurslaag in het regentschap Kuningan van de provincie West-Java, Indonesië. Kutawaringin telt 2248 inwoners (volkstelling 2010).